# Parc de Maison Blanche
Maison Blanche est un lieu-dit de la commune de Neuilly-sur-Marne, dans le département de la Seine-Saint-Denis, ayant notamment accueilli un hôpital indépendant de celui de Ville-Évrard et accueillant depuis 2014 un projet de nouveau quartier d'habitation.

## Histoire
À la fin du XIXe siècle, le lieu-dit de Maison Blanche faisait partie du domaine de Ville-Évrard, situé sur la commune de Neuilly-sur-Marne (département de la Seine-Saint-Denis). Ce domaine appartenait à la veuve de Roche Taillère et à son fils.
Il a été acquis par le département de la Seine au prix de 1 200 000 francs, suivant contrat passé en novembre 1863. À cette époque, cette propriété s'étendait sur 283 hectares, 54 ares, 9 centiares, et se composait d'un château et de ses communs, d'une ferme et de ses dépendances, d'un parc, d'un potager, de prés, de bois, et de terres de culture. 
Par délibération du 6 juillet 1894, le conseil général de la Seine a voté la construction d’une extension du domaine de Ville-Évrard sur les terrains situés sur le côté nord de la route de Strasbourg, au lieu-dit « la Maison Blanche ». 
À la suite du concours ouvert entre les architectes, l'exécution des travaux a été confiée à Georges Morin-Goustiaux. Une délibération du 28 décembre 1895 a approuvé le projet définitif dressé par cet architecte. Des agrandissements successifs ont été effectués en trois grandes périodes : 1897-1900, 1909-1911 et 1932-1935.
Principalement dédié à des spécialités psychiatriques, le site est converti en hôpital militaire pendant la Première Guerre mondiale. On y trouve alors des services d'amputés, de gazés, de médecine générale et de convalescents. En 1932, un sanatorium est construit sur le site, ainsi qu’un château d'eau, une centrale thermique et un jardin d'agrément. À la fin du XXe siècle, il accueille également  l'Institut de formation en soins infirmiers (IFSI) de l'hôpital de Maison-Blanche-Montfermeil-Le Raincy de Neuilly-sur-Marne ainsi que l'Institut de formation ambulancier de l'Est parisien.

## Site

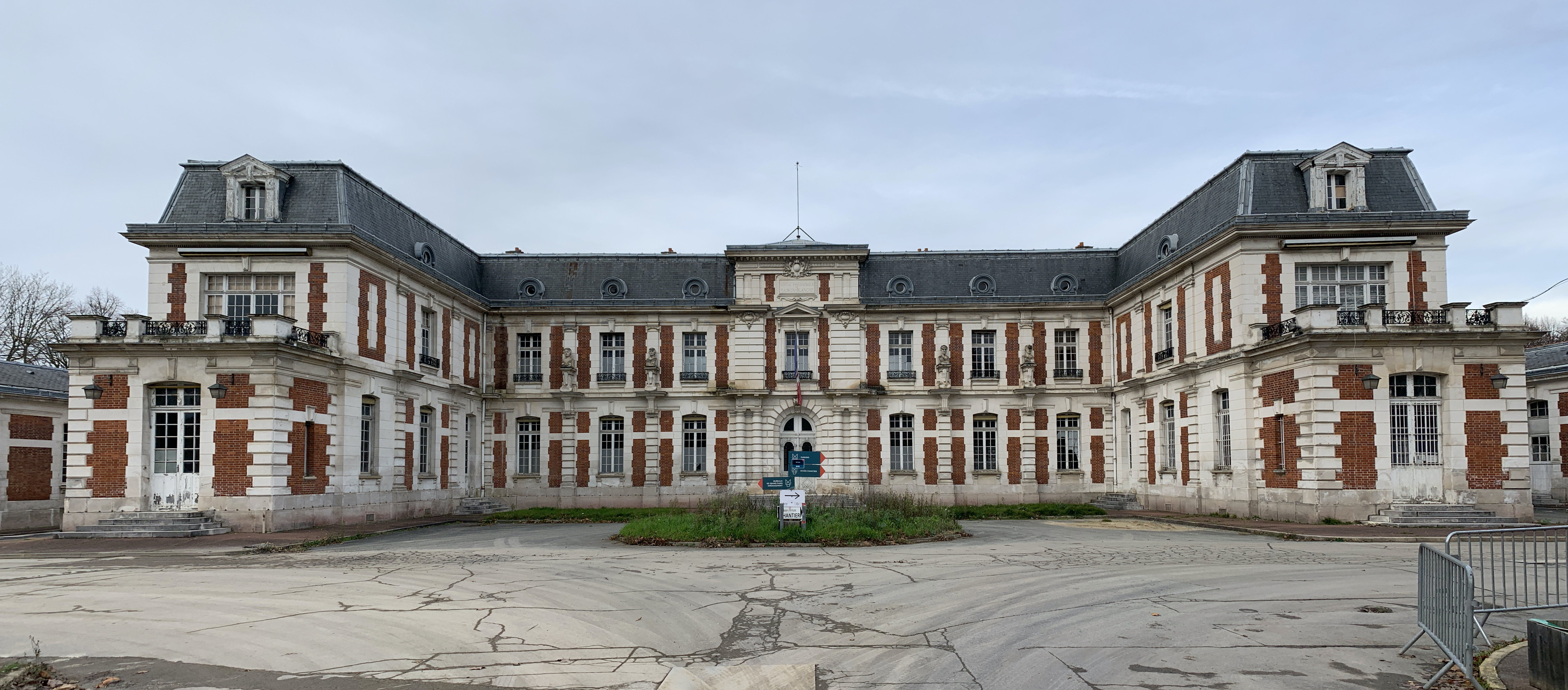
Bâtiment à l'entrée.

L'hôpital de Maison Blanche était implanté sur un site arboré comprenant des serres, un mail de marronniers, un jardin à l'anglaise, un jardin Art déco et des bâtiments de styles variés.
La salle des fêtes, le bâtiment du sanatorium et l'ensemble des bâtiments Fillod constituent des spécificités intéressantes du site.
Ce patrimoine rare en Île-de-France a été utilisé pour de nombreux tournages de films et téléfilms, en particulier Un village français, 24 jours, L'écume des jours, etc.
La réorganisation des activités hospitalières en Île-de-France a conduit la municipalité de Neuilly-sur-Marne à envisager la reconversion de Maison Blanche en nouveau quartier d’habitation.
Par décision du conseil municipal du 16 octobre 2014, l’Agence foncière et technique de la région parisienne (AFTRP), devenue Grand Paris Aménagement, a été désignée aménageur de la zone, soit 56,8 ha, pour un programme prévoyant la construction de 4 000 à 4 200 logements et la création d’une zone d’activités, de commerces et d’équipements.
Il s'agit, selon Grand Paris Aménagement, de la plus importante concession d'aménagement attribuée en Île-de-France en 2014.

## Le projet

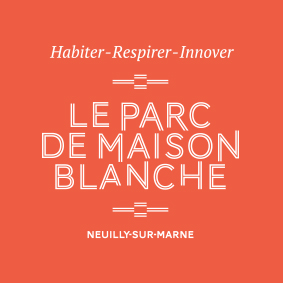
Logo du Parc de Maison Blanche.

Présenté par ses promoteurs comme « un projet d’aménagement majeur du grand Paris », le Parc de Maison Blanche comprendra, outre les 4 200 logements annoncés, une zone artisanale, des bureaux, des commerces et des équipements publics. Le projet revendique la volonté de préserver le patrimoine végétal et architectural du parc.
Il prévoit en outre un « haut niveau de services intégrés », ce qui implique :
- un point de service où chacun pourra venir chercher colis et autres courses.
- un service de réservation de véhicules, de taxis, de chambres d’hôtel, de restaurant, etc.
- une sélection d’artisans spécialisés : coiffeurs, cordonniers, jardiniers, professionnels du bricolage, etc.
- l'identification de la pharmacie et du médecin de garde.
- des solutions d’éclairage et de gardiennage permettant de garantir la sécurité, de jour comme de nuit.
- des services à la mobilité en complément de la desserte en transport en commun projetée par la collectivité.

Il est prévu que le quartier soit directement desservi par une gare de la ligne 11 du futur « Grand Paris Express  » (gare de Neuilly-Hôpitaux ) ; ce prolongement, dont la mise en service était initialement prévue à l'horizon 2025, n'est cependant pas encore financé,.